# ریو شی وون
ریو شی وون (کره‌ای: 류시원؛ زادهٔ ۶ اکتبر ۱۹۷۲) بازیگر و خواننده اهل کره جنوبی است. پس از آغاز فعالیت بازیگری در درام سال ۱۹۹۴ به نام Feeling، ریو حرفه خوانندگی خود را آغاز کرد.